# Marvin Ducksch
Marvin Ducksch (Dortmund, 1994. március 7. –) német labdarúgó, a Birmingham City játékosa.

## Klubcsapatban

### A kezdetek
Négyéves korában kezdte a labdarúgást, 1998-ban került az édesapja, Klaus Ducksch által edzett BSV Fortuna Dortmund 58 akadémiájára. A 2002–03-as szezonban fedezte fel a Borussia Dortmund, nyolcévesen került a klub utánpótlásába.

### Borussia Dortmund
Duckschot tartották az akadémia egyik legnagyobb tehetségének, hamar igazolta, nem hiába gondolják ezt, a 2011–12-es szezonban az U19-es bajnokságban 26 meccsen 16 gólt lőtt.
A 2011–12-es szezonban a Dortmund másodim csapatába került, első meccsén 2012. január 28-án 2–1-re nyertek a Bayer Leverkusen negyedosztályú tartalékcsapata ellen. Néhány meccs után belelendült, 5 egymást követő meccsen gólt lőtt, duplázott az SC Fortuna Köln és az SV Elversberg ellen, egy-egy gólt lőtt az 1. FSV Mainz 05, az 1. FC Köln és az Eintracht Frankfurt második csapatai ellen. A Borussia Dortmund II bebiztosította feljutását a harmadosztályba.
A 2012–13-as szezonban a profik közt is bemutatkozott az Alemannia Aachen elleni harmadosztályú meccsen, 2013. május 18-án ő lőtte a VfB Stuttgart tartalékcsapata elleni idegenbeli meccs egyetlen gólját. A 2013–14-es szezonra felkerült a Borussia Dortmund első csapatába, augusztus 3-án, a 2013–2014-es német labdarúgókupa első körében 3–0-ra verték az SV Wilhelmshavent, Ducksch megszerezte első találatát a Dortmund felnőttcsapatában.
2014 júniusában a szezon végéig kölcsönadták az SC Paderborn 07-nek. 2015. június 15-én aláírt a St. Pauli együtteséhez 3 évre. 2017 januárjában kölcsönbe került a Holstein Kiel csapatához, ahol a 2017–18-as szezonban gólkirályi címet szerzett. 2018 júniusában csatlakozott az élvonalban szereplő Fortuna Düsseldorf csapatához, 4 évre.
2025. augusztus 7-én három szezonra szóló szerződést írt alá az angol Birmingham City-vel.

## Válogatottban
Ducksch 2009 és 2010 közt a német U15-ös és U16-os válogatott tagja volt. Az U17-es nemzeti csapatban 2010. szeptember 4-én debütált egy Stadthagenben rendezett barátságos meccsen Azerbajdzsán ellen. Rrészt vett a 2011-es U17-es labdarúgó-világbajnokságon is, a mexikói tornán bronzérmet szereztek. A vb csoportkörében betalált Ecuador ellen, a második körben az USA 4–0-s legyőzésekor is betalált, csakúgy, mint dortmundi csapattársa, Koray Günter.

## Statisztikák

### Klubcsapatban
2019. március 2. szerint
| Klub                 | Szezon   | Bajnokság         | Bajnokság | Bajnokság | Kupa1 | Kupa1 | Egyéb2 | Egyéb2 | Nemzetközi3 | Nemzetközi3 | Összesen | Összesen |
| Klub                 | Szezon   | Osztály           | Mérk.     | Gólok     | Mérk. | Gólok | Mérk.  | Gólok  | Mérk.       | Gólok       | Mérk.    | Gólok    |
| -------------------- | -------- | ----------------- | --------- | --------- | ----- | ----- | ------ | ------ | ----------- | ----------- | -------- | -------- |
| Borussia Dortmund II | 2011–12  | Regionalliga West | 18        | 7         | —     | —     | —      | —      | —           | —           | 18       | 7        |
| Borussia Dortmund II | 2012–13  | 3. Liga           | 12        | 2         | —     | —     | —      | —      | —           | —           | 12       | 2        |
| Borussia Dortmund II | 2013–14  | 3. Liga           | 26        | 12        | —     | —     | —      | —      | —           | —           | 26       | 12       |
| Borussia Dortmund II | 2015–16  | Regionalliga West | 28        | 15        | —     | —     | —      | —      | —           | —           | 28       | 15       |
| Borussia Dortmund II | Összesen | Összesen          | 84        | 36        | 0     | 0     | 0      | 0      | 0           | 0           | 84       | 36       |
| Borussia Dortmund    | 2013–14  | Bundesliga        | 6         | 0         | 2     | 1     | —      | —      | —           | —           | 8        | 1        |
| Borussia Dortmund    | Összesen | Összesen          | 6         | 0         | 2     | 1     | 0      | 0      | 0           | 0           | 8        | 1        |
| SC Paderborn 07      | 2014–15  | Bundesliga        | 9         | 1         | —     | —     | —      | —      | —           | —           | 9        | 1        |
| SC Paderborn 07      | Összesen | Összesen          | 9         | 1         | 0     | 0     | 0      | 0      | 0           | 0           | 9        | 1        |
| FC St. Pauli         | 2016–17  | 2. Bundesliga     | 10        | 1         | 2     | 1     | —      | —      | —           | —           | 12       | 2        |
| FC St. Pauli         | Összesen | Összesen          | 10        | 1         | 2     | 1     | 0      | 0      | 0           | 0           | 12       | 2        |
| Holstein Kiel        | 2016–17  | 3. Liga           | 16        | 5         | —     | —     | —      | —      | —           | —           | 16       | 5        |
| Holstein Kiel        | 2017–18  | 2. Bundesliga     | 33        | 18        | 2     | 1     | 2      | 0      | —           | —           | 37       | 19       |
| Holstein Kiel        | Összesen | Összesen          | 49        | 23        | 2     | 1     | 2      | 0      | 0           | 0           | 53       | 24       |
| Fortuna Düsseldorf   | 2018–19  | Bundesliga        | 15        | 1         | 3     | 3     | —      | —      | —           | —           | 18       | 4        |
| Fortuna Düsseldorf   | Összesen | Összesen          | 15        | 1         | 3     | 3     | 0      | 0      | 0           | 0           | 18       | 4        |
| Összesen             | Összesen | Összesen          | 173       | 62        | 9     | 6     | 2      | 0      | 0           | 0           | 184      | 68       |

1DFB-Pokal.
2DFL-Supercup.
3UEFA-bajnokok ligája és Európa-liga.

## Sikerei, díjai

### Válogatottban
Németország
- U17-es labdarúgó-világbajnokság bronzérmes: 2011

### Egyéni
- Bundesliga 2 gólkirály: 2017–18

## Fordítás
Ez a szócikk részben vagy egészben  a   Marvin Ducksch című angol Wikipédia-szócikk ezen változatának fordításán alapul.  Az eredeti cikk szerkesztőit annak laptörténete sorolja fel. Ez a jelzés csupán a megfogalmazás eredetét és a szerzői jogokat jelzi, nem szolgál a cikkben szereplő információk forrásmegjelöléseként.